# Joannes Antonius van Oorschot
Joannes Antonius van Oorschot (Eindhoven, 11 september 1792 - 's-Gravenhage, 20 november 1840) was een wethouder van de Nederlandse stad Eindhoven. 
Van Oorschot werd geboren als zoon van burgemeester Cornelis van Oorschot en Johanna van Baar. 
Hij was van 1833 tot 1840 wethouder van Eindhoven, toen hij stierf als lid van de commissie om de nieuwe koning Willem II der Nederlanden namens Eindhoven hulden en gelukwensen over te brengen.
Hij trouwde te Eindhoven op 22 mei 1813 met Elisabeth Maria Janssen, dochter van burgemeester Antoni Janssen en Johanna Marcella van Hooff, geboren te Eindhoven op 22 september 1786, overleden in Eindhoven op 9 oktober 1858 .